# Omul bicentenar
Omul bicentenar (titlu original: Bicentennial Man) este un film din 1999 regizat de Chris Columbus. Rolurile principale au fost interpretate de actorii Robin Williams, Sam Neill, Embeth Davidtz (rol dublu), Wendy Crewson și Oliver Platt. Scenariul, scris de Nicholas Kazan, este bazat pe Omul pozitronic (The Positronic Man), un roman științifico-fantastic scris de Isaac Asimov și Robert Silverberg în 1993. Filmul este prima adaptare pentru marele ecran a unei povestiri sau cărți a lu Asimov și are la bază atât povestirea originală a lui Asimov, cât și extinderea la dimensiunea unui roman realizată de Robert Silverberg.

## Prezentare
Familia Martin cumpără un android NDR pe care îl numesc Andrew, curând își dau seama că acesta nu este un robot obișnuit deoarece începe să aibă gândire creativă și diferite emoții. Filmul urmărește povestea de 200 de ani a robotului Andrew și încercarea acestuia de a se transforma în om și de a fi recunoscut ca atare.  

## Distribuție
- Robin Williams - Andrew Martin, un android NDR care servește familia Martin și care dorește să devină uman.
- Sam Neill - Richard "Sir" Martin, patriarhul familiei Martin.
- Embeth Davidtz - Amanda "Little Miss" Martin (adult) precum și Portia Charney, fiica lui Lloyd și nepoata Amandei.
  - Hallie Kate Eisenberg - Amanda "Little Miss" Martin (la 7 ani)
- Wendy Crewson - Rachel "Ma´am" Martin, matriarhul familiei Martin.
- Oliver Platt - Rupert Burns, fiul creatorului seriei NDR, acesta creează androizi cu un aspect mai uman.
- Kiersten Warren - Galatea, un android NDR care îl servește pe Rupert.
- Stephen Root - Dennis Mansky
- Angela Landis - Grace "Miss" Martin (adult)
  - Lindze Letherman - Grace "Miss" Martin (la 9 ani)
- Bradley Whitford -  Lloyd Charney (adult)
  - Igor Hiller - Lloyd Charney (la 10 ani)
- John Michael Higgins - Bill Feingold
- George D. Wallace - primul președinte/Speaker  al Congresului Lumii
- Lynne Thigpen - Marjorie Bota, al doilea președinte/Speaker  al Congresului Lumii

## Producție
Williams a confirmat într-un interviu pentru Las Vegas Sun că personajul său nu a fost jucat de o dublură și că a purtat de fapt costumul robotului. Cheltuielile de producție s-au ridicat la 100 milioane $.

## Primire
A avut încasări de 87,4 milioane $. Filmul are un scor de 37% pe Rotten Tomatoes cu 35 de recenzii pozitive dintr-un total de 93. Pe site-ul Metacritic are un scor de 42.